# Jardim da Praça da Constituição de 1976
O Jardim da Praça da Constituição de 1976 é um jardim de acesso público e sem vedações localizado na freguesia da Estrela (Lisboa), em Lisboa, sendo delimitado pela Rua de S. Bento (nascente), pelo Palácio de São Bento (sul) e por edifício da Assembleia da República portuguesa (poente).
Com um formato triangular, tem uma área de 0,3 ha.
Possui uma estátua de José Estêvão Coelho de Magalhães, notável jornalista, político e orador parlamentar português, da autoria do escultor Víctor Bastos e datada de 1870.
Este jardim localiza-se na Praça da Constituição de 1976, no lado norte do Palácio de São Bento, sede do Parlamento de Portugal desde 1834.
Não confundir com os Jardins do Palácio de São Bento, de acesso condicionado ao público, localizado nas traseiras da Assembleia da República.